# قيقب حقلي
القيقب الحقلي أو شجرة العرب هو نوع نباتي ينتمي إلى جنس القيقب من الفصيلة الصابونية.

## موطنه
ينتشر في معظم مناطق أوروبا وصولاً إلى القوقاز وتركيا، ويوجد أيضاً في المغرب العربي.

## معرض صور

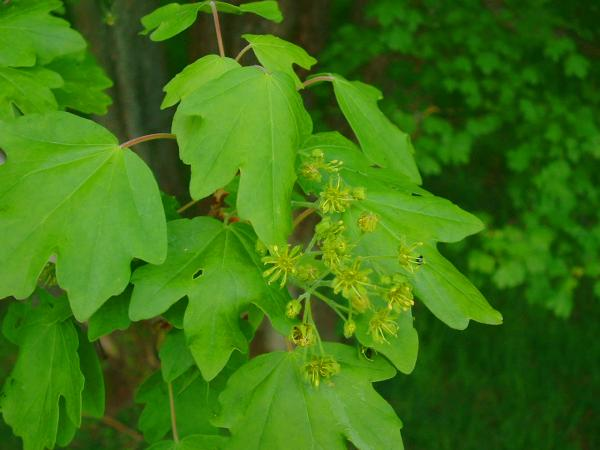
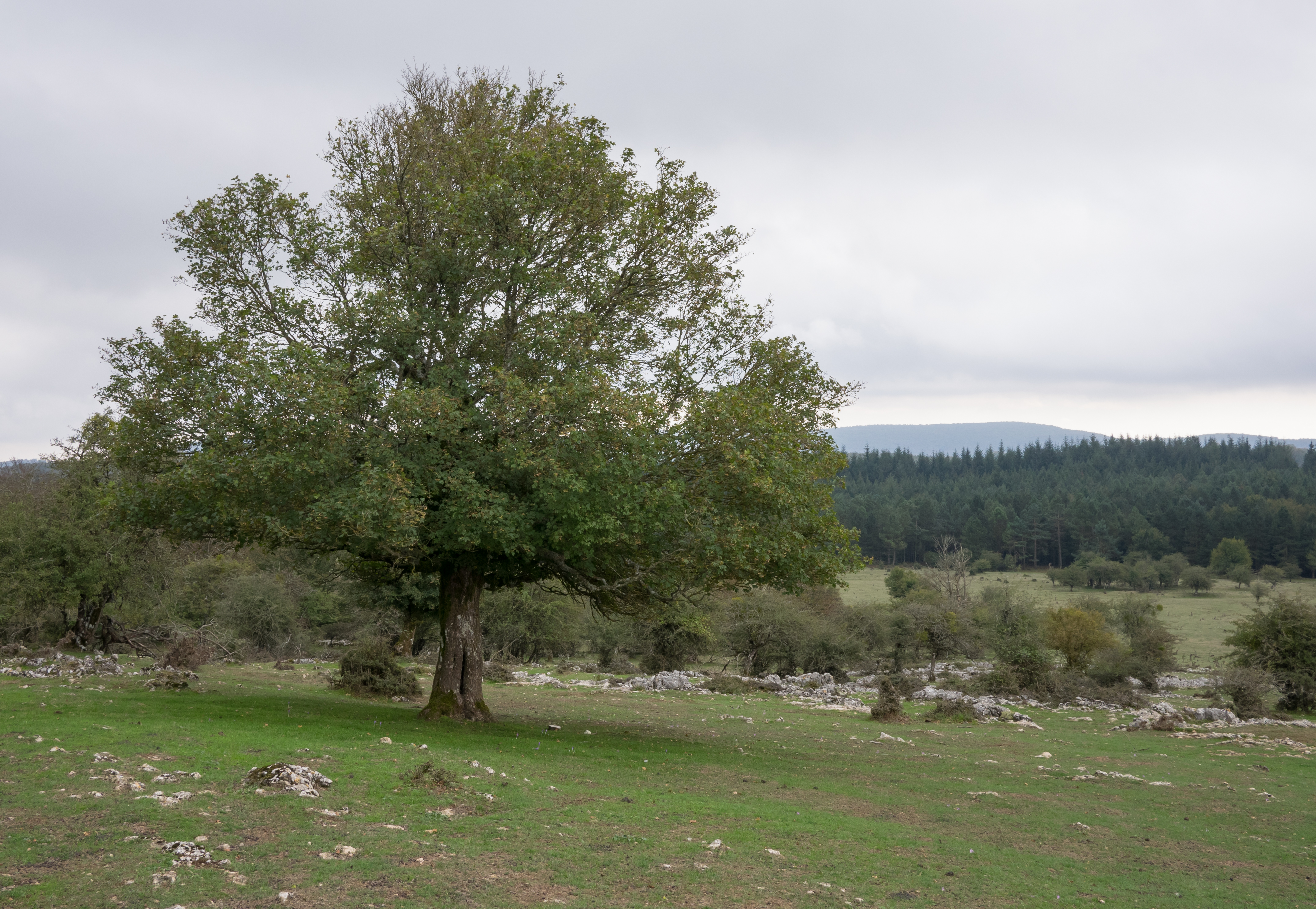
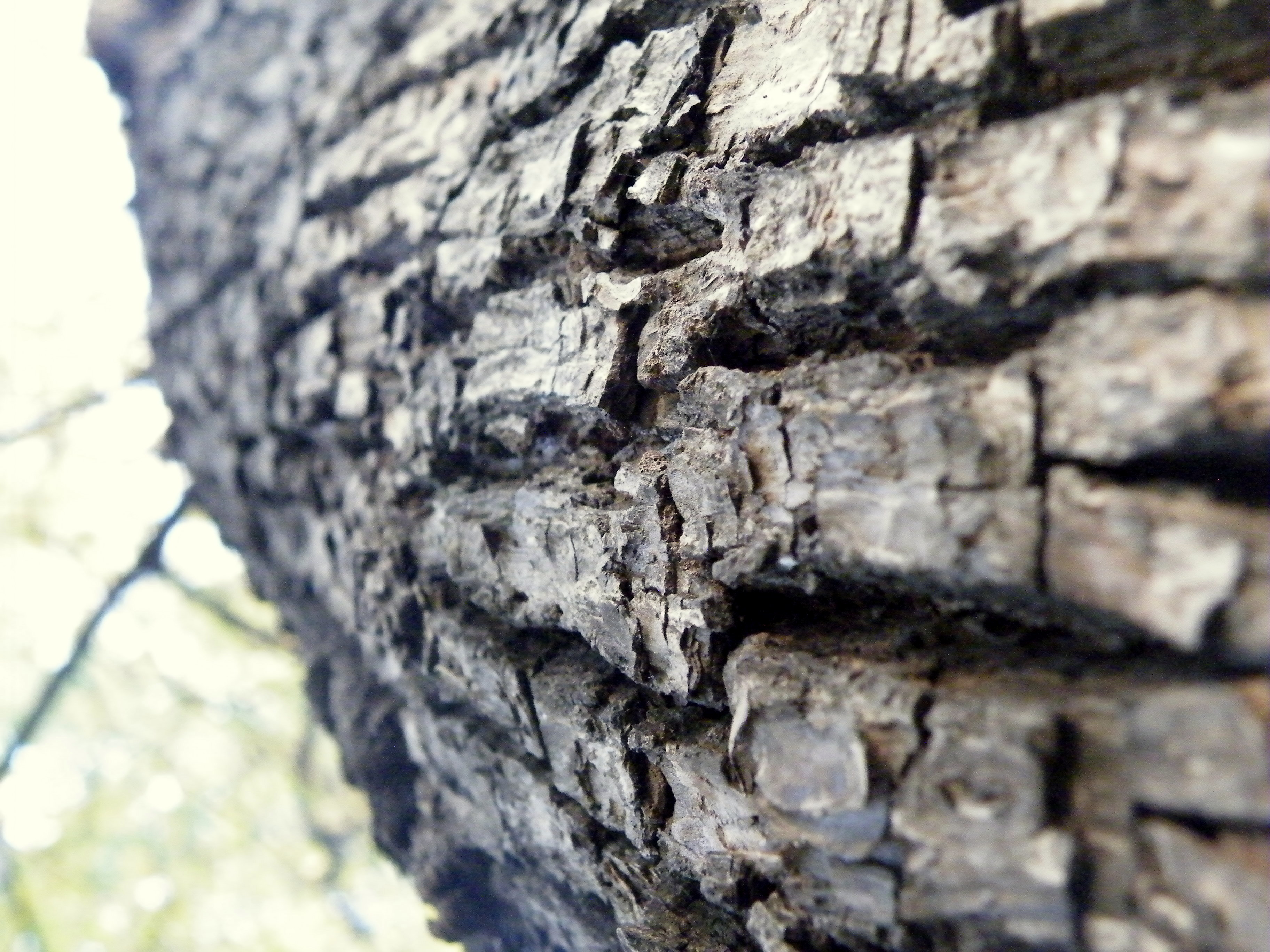
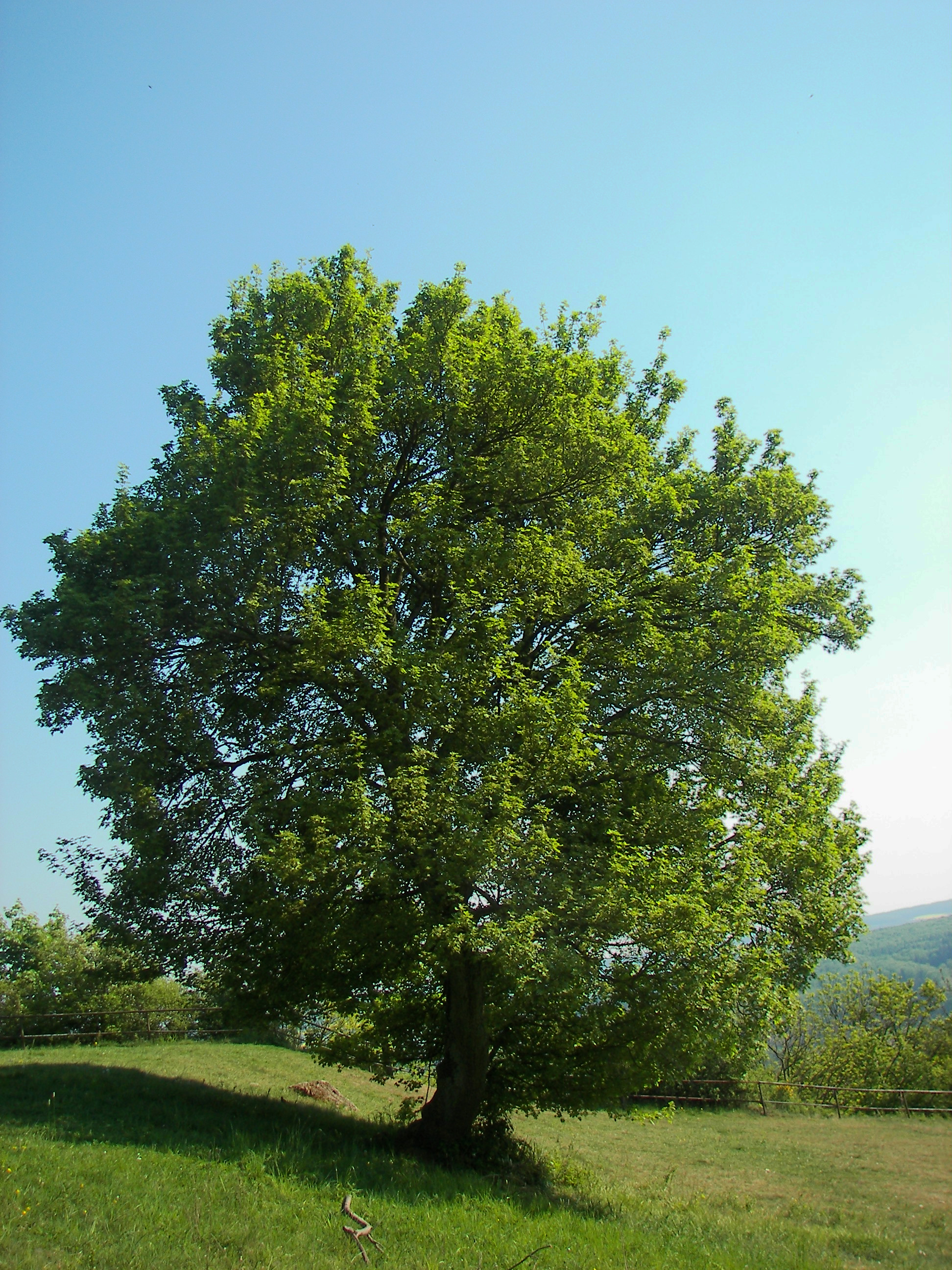
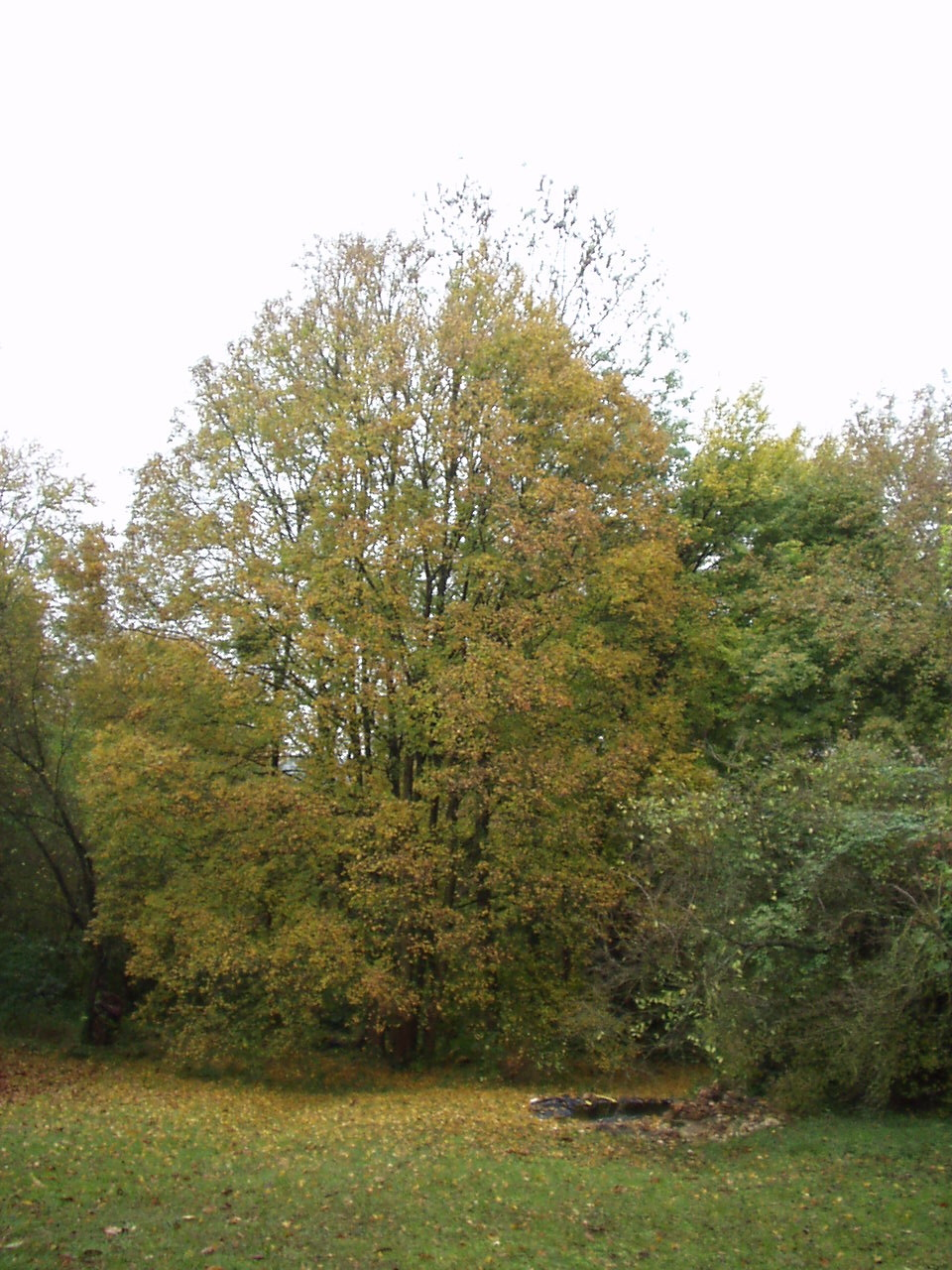